# Setaria stolonifera
Setaria stolonifera là một loài thực vật có hoa trong họ Hòa thảo. Loài này được Boldrini miêu tả khoa học đầu tiên năm 1975.